# 絣

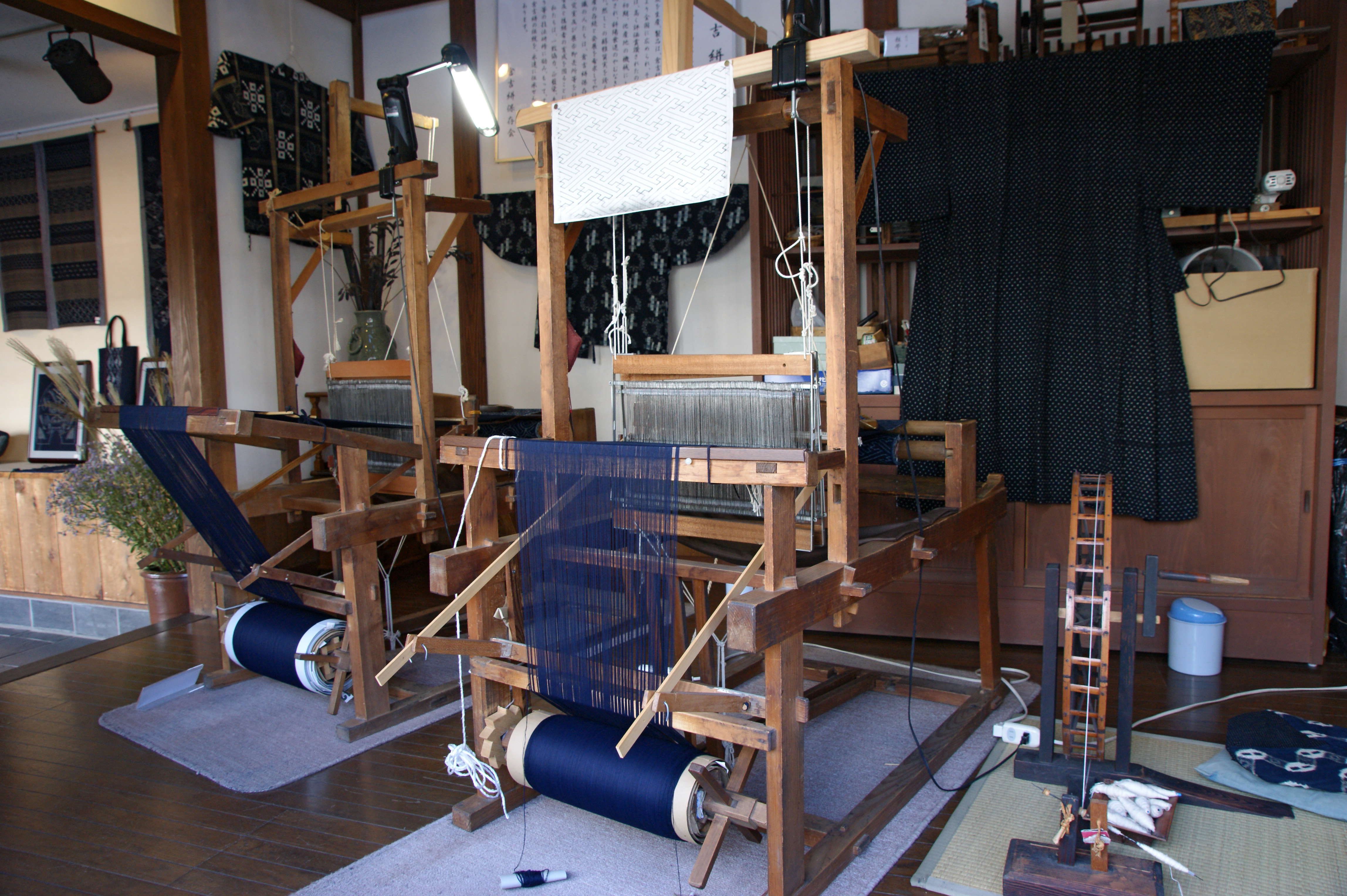
織機と織物（倉吉絣）

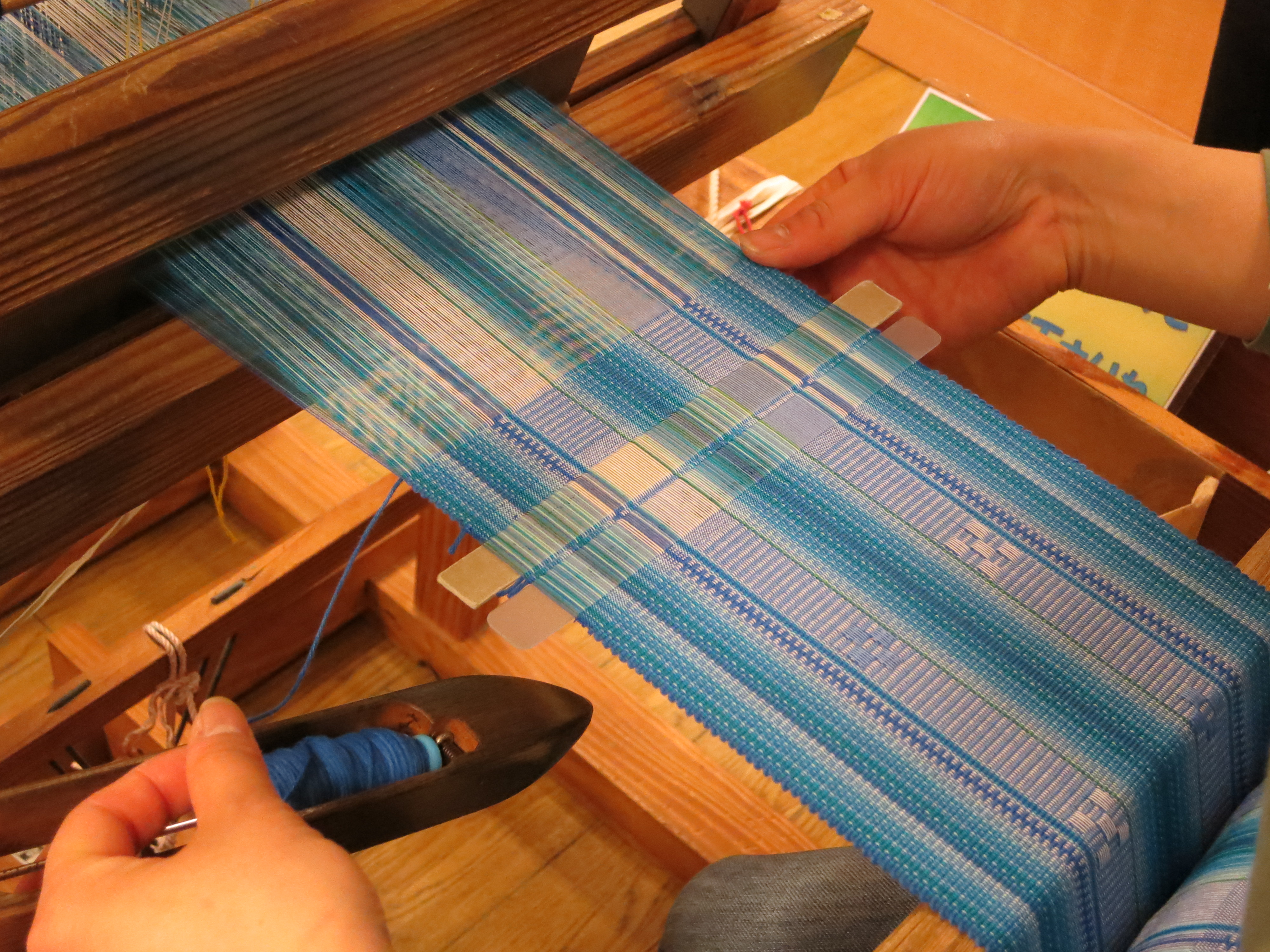
沖縄・石垣島のミンサー織り

絣（かすり）は、織物の技法の一つで、絣糸（かすりいと）、すなわち前もって染め分けた糸を経糸（たていと）、緯糸（よこいと、ぬきいと）、またはその両方に使用して織り上げ、文様を表すものである。「絣」は日本および琉球の織物を指す用語であるが、これに類した織技は東南アジアをはじめ世界各地にみられ、マレー語/インドネシア語で「縛る、括る」を意味する「イカット」(ikat)という語で呼ばれている。

## 技法の概要
織物に文様を表すには、各種の色糸を用いて織り上げ、経糸または緯糸の浮き沈みによって図柄を表す方法（錦など）、織り上がった布に後染めする方法などがあるが、絣はあらかじめ斑に染めた糸を用いて織る技法である。糸で縛って防染するなどの方法であらかじめ染め分けた絣糸を経糸に使用するものを経絣（たてがすり）、絣糸を緯糸に用いたものを緯絣（よこがすり）、絣糸を経糸・緯糸の両方に使用したものを経緯絣（たてよこがすり）という。
地合いは、日本では平織のものが多いが、綾織や繻子織の絣もある。
倉吉絣では絵画的な柄を織った絵絣（えがすり）や、さらに高度な綾織り、浮き織など様々な組織織（そしきおり）の「風通織」など高度な絣が主体となり幻の織物と呼ばれ評判を呼んだ。
素材的には木綿絣、麻絣、絹絣などがある。

## 歴史

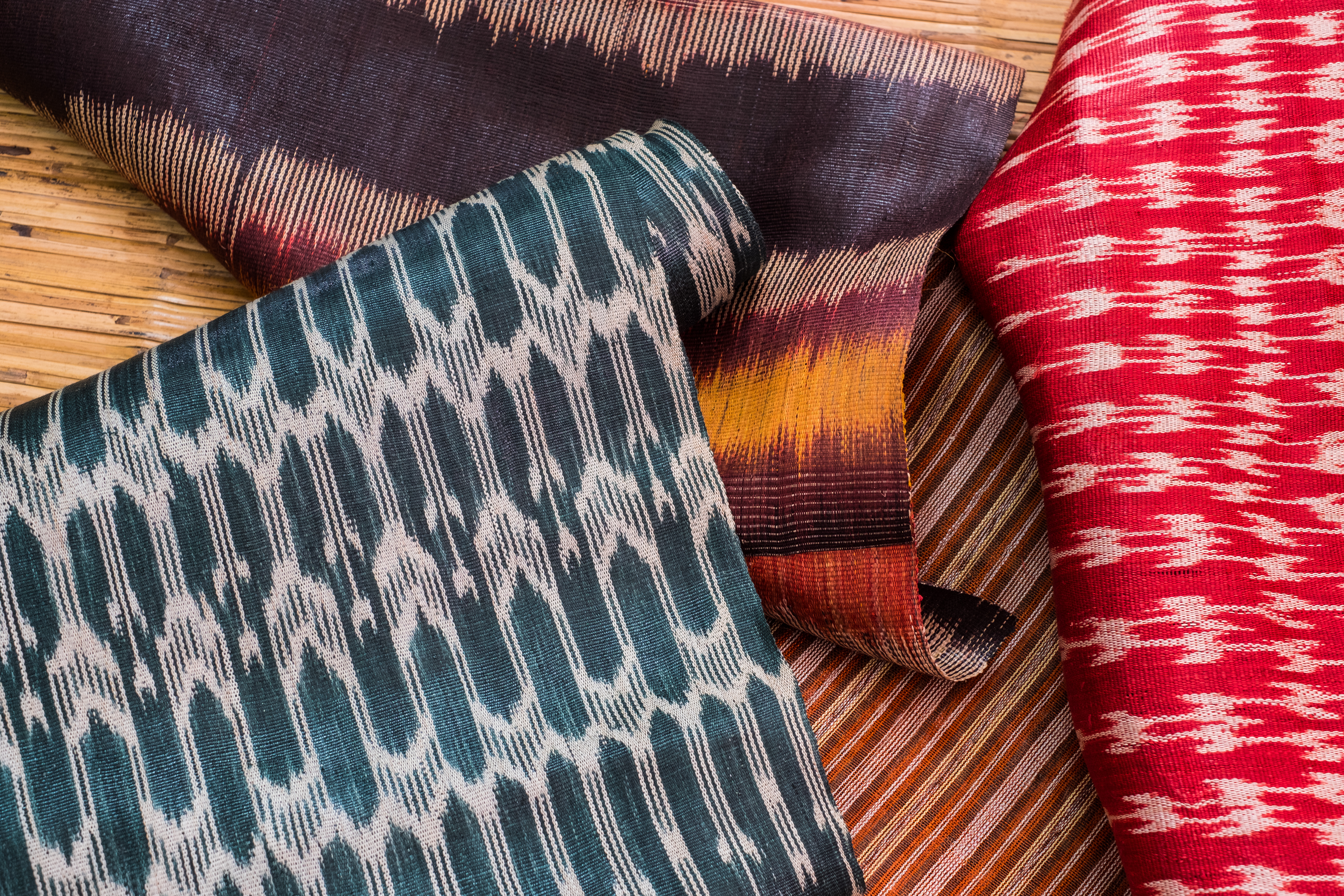
フィリピン・ミンダナオ島のティナラク織

絣（織絣）の技術はインドで生まれたとされ、タイやカンボジアの絹絣、インドネシア、ベトナムなど東南アジアを経て日本には琉球経由で伝わった。日本では、法隆寺裂の中に「太子間道」「広東錦」と呼ばれる絹の経絣があるが、これは時代的にも孤立した存在で、江戸時代の絣と直接の関係はなく、大陸（中国）からの渡来裂とみられる。「かすり」の語の使用は江戸時代も後期になってからで、それ以前にこの種の織物を日本語で何と呼んでいたかはわかっていない。北前船の下り荷としても有名で「西の大和絣、東の中野絣(館林絣)」と言われた時代もあった。1800年頃、各藩で財政対策として専売制が採用されるなか久留米藩の井上伝が掠れ模様の織り方を発見する（加寿利）。のち久留米絣として殖産奨励される。また伊予では鍵谷カナが伊予絣を独自に開発した。江戸時代後期には各地で様々な絣が織られ量産された。
明治から1960年代頃まで、絣は普段着の和服用の反物として親しまれ、絣の産地には多くの織元が立ち並び毎年数百万反が生産された。第二次世界大戦中には女性の着物着用が禁止されたためもんぺとして仕立て直し着用された。しかしその後は洋装化が急速に進み、特に普段着としては和服が着られることがほとんどなくなったことから需要が激減、絣の生産量もわずかになった。

### 現状

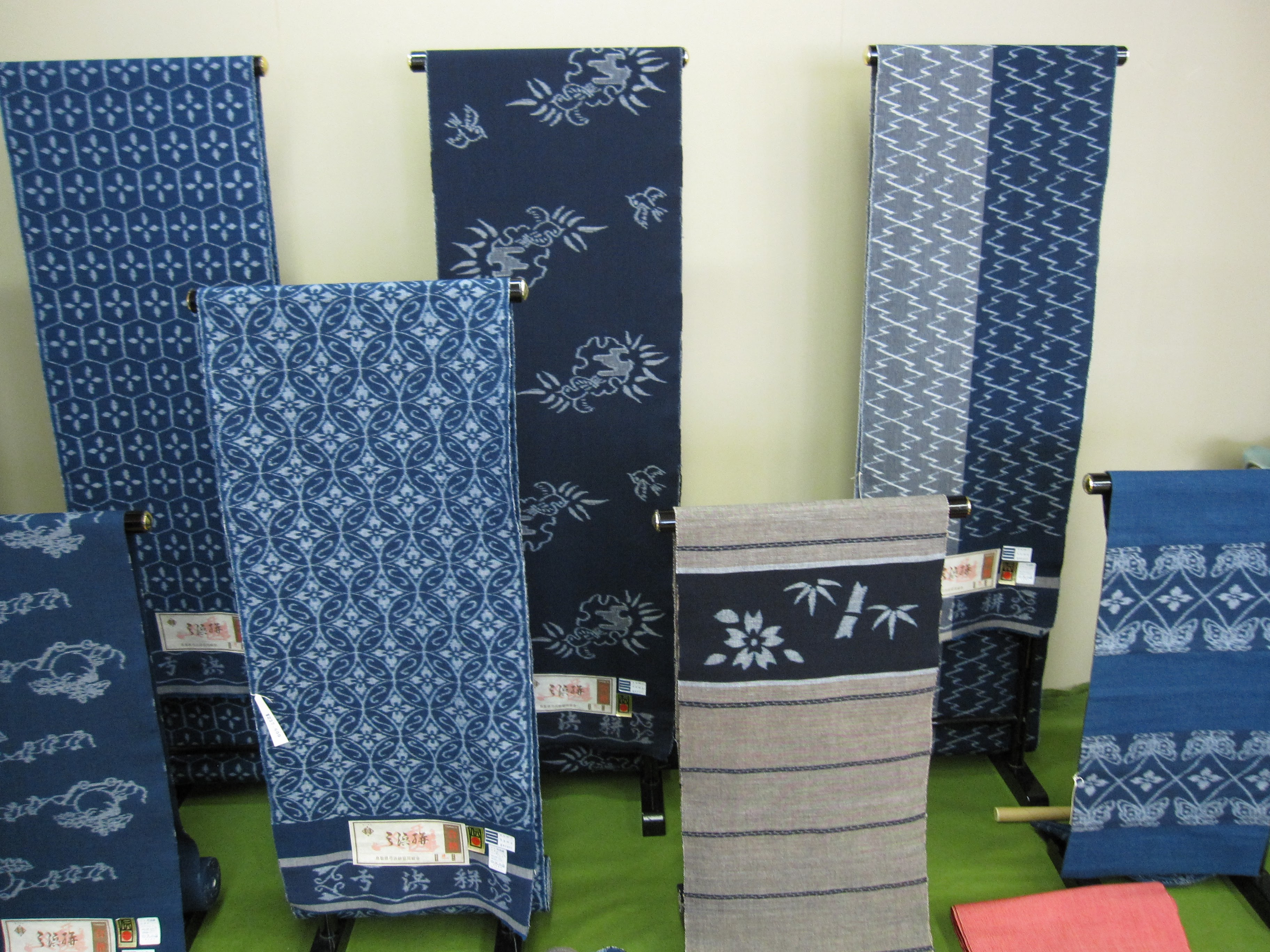
弓浜絣

絣は現在でも日本各地で織られており、洋服・ネクタイ・鞄・壁掛けなどの装飾やその他小物などにも利用されている。しかし、生産に手間がかかるため割高であるにもかかわらず、もともと普段着の素材のため高級品とは見なされず、需要は伸びていない。いずれも少数の織元が細々と生産するにとどまっている。
専業者が減る中で、昭和末期頃より手づくりの見直しやカルチャーブーム、地方再生などによる伝統文化の見直しや保護などもあり 子育てを終わった世代やリタイア世代を中心に絣を織ろうとする人たちが徐々にではあるが、増えてきている。
自分たちでより深く覚えたいと、絣の技法書を求める声も増えており、その声で吉田たすく著『図説 紬と絣の手織技法入門』などの、わかりやすい技法書の復刻版も再版されるなどの動きもでてきている。

## 日本三大絣
- 伊予絣（松山絣）
- 久留米絣
- 備後絣

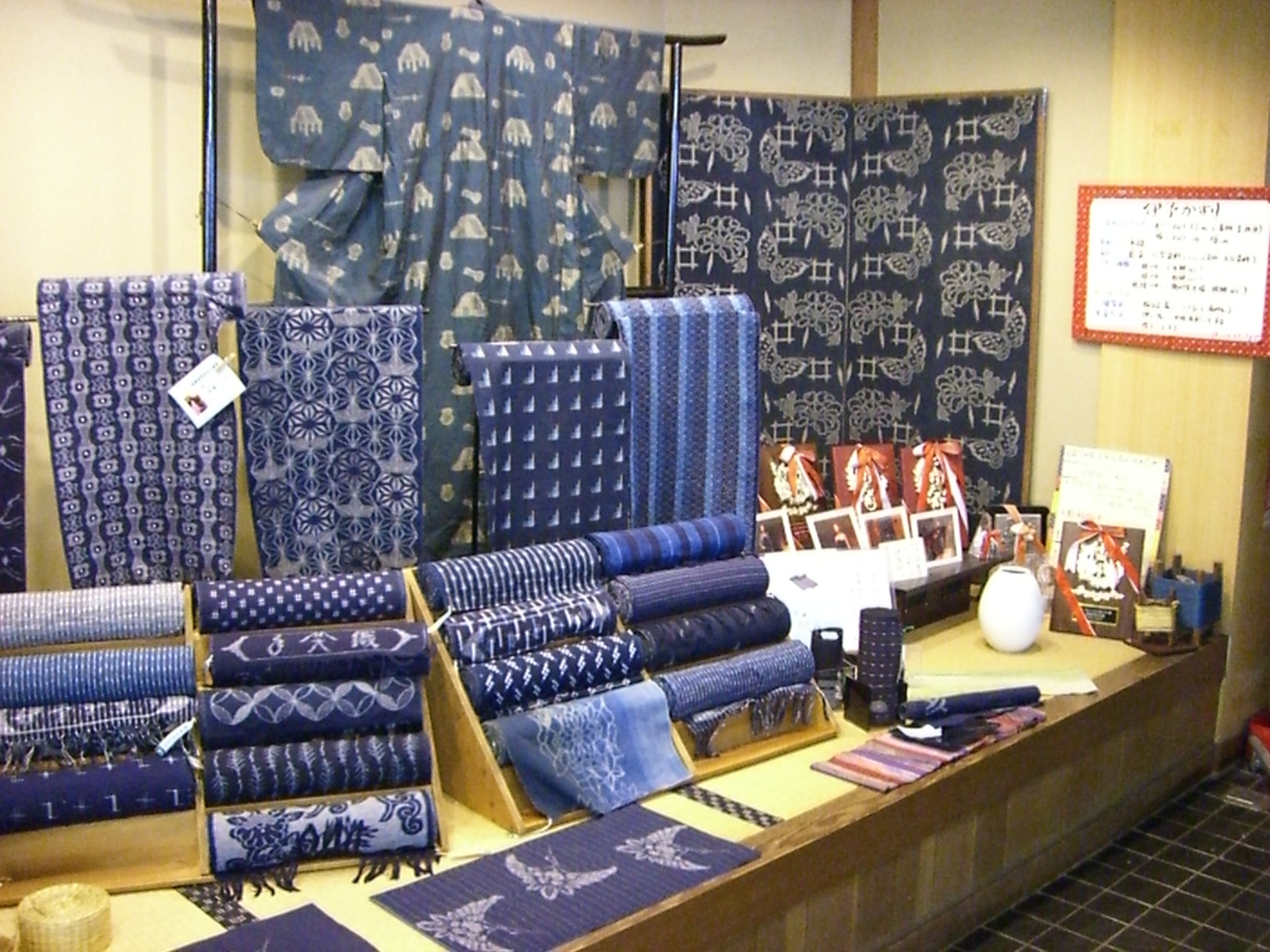
伊予絣

※備後絣は最盛期には年間200〜300万反を生産したが、現在の生産量は少量である。

## 著名な地方の絣
- 伊勢崎絣（伊勢崎銘仙）
- 佐々絣
- 薩摩絣
- 武蔵絣（村山絣・所沢絣）
- 琉球絣
  - 南風原町の琉球絣　「南風原花織」など
  - 石垣島や宮古島などの麻織物「上布」、綿織物の「ミンサー織り」

- 大和絣
- 近江上布
- 倉吉絣
- 弓浜絣
- 広瀬絣
  - 倉吉絣、弓浜絣、広瀬絣は山陰の三絵絣（または山陰の三大絣）と呼ばれる。
- 作州絣
- 十日町絣
- 西陣絣

## 海外の絣
イカット（インドネシアなど）　バリ島の経緯絣「グリンシン（grinsing）」など